# Bois clou
Eugenia bojeri
Espèce
Classification phylogénétique
Statut de conservation UICN

 CR D : 
En danger critique
Le Bois clou (Eugenia bojeri) est une espèce de plantes à fleurs de la famille des Myrtaceae. C'est un arbre tropical endémique de l'Île Maurice.
Seuls six individus étaient recensés en 2009 :
- trois dans la Vallée de Ferney (où l'on trouve aussi les uniques exemplaires d'un vacoa de l'espèce Pandanus macrostigma)
- trois autour de cette vallée.

## Photos

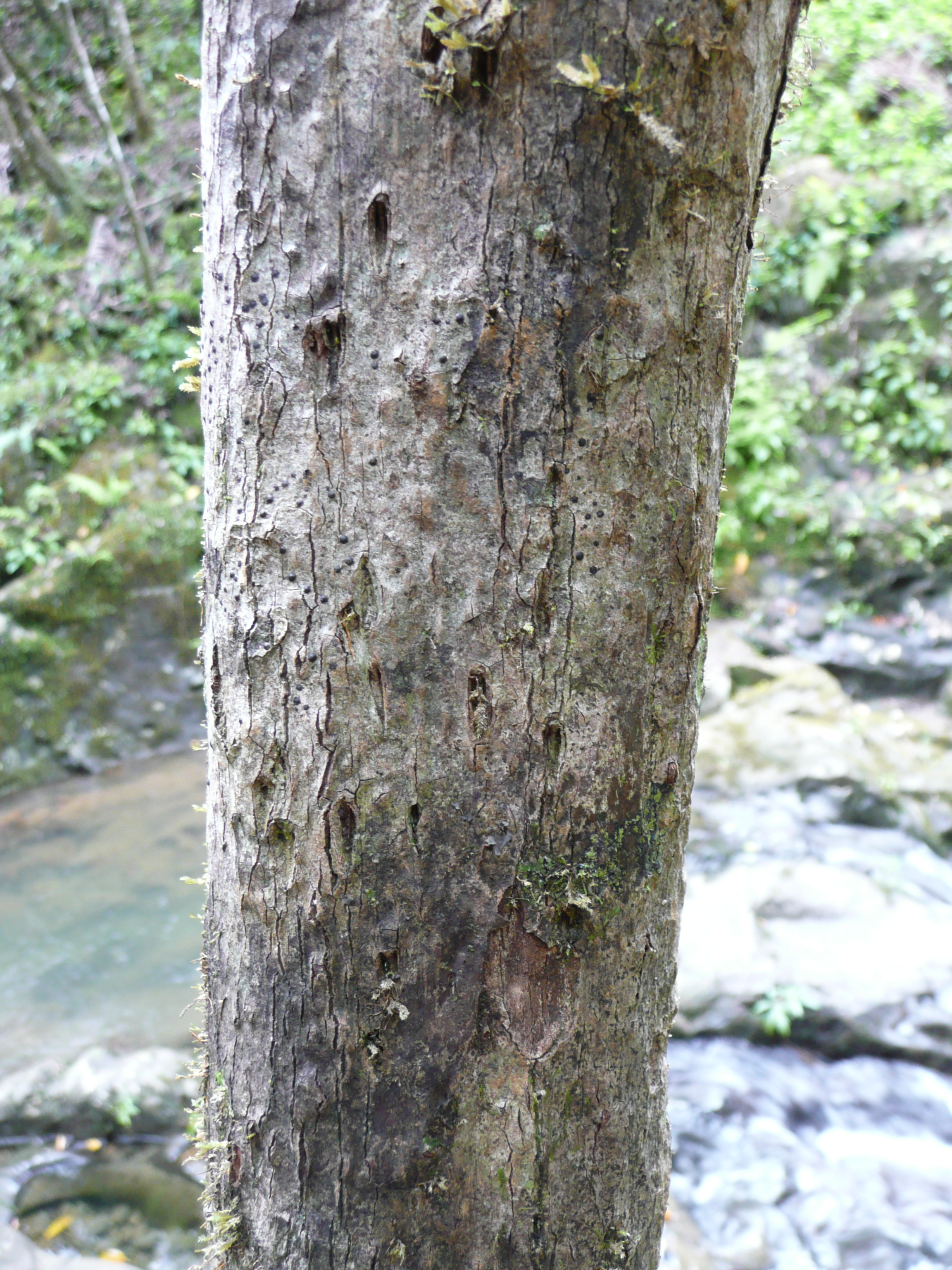
Tronc de Bois clou.
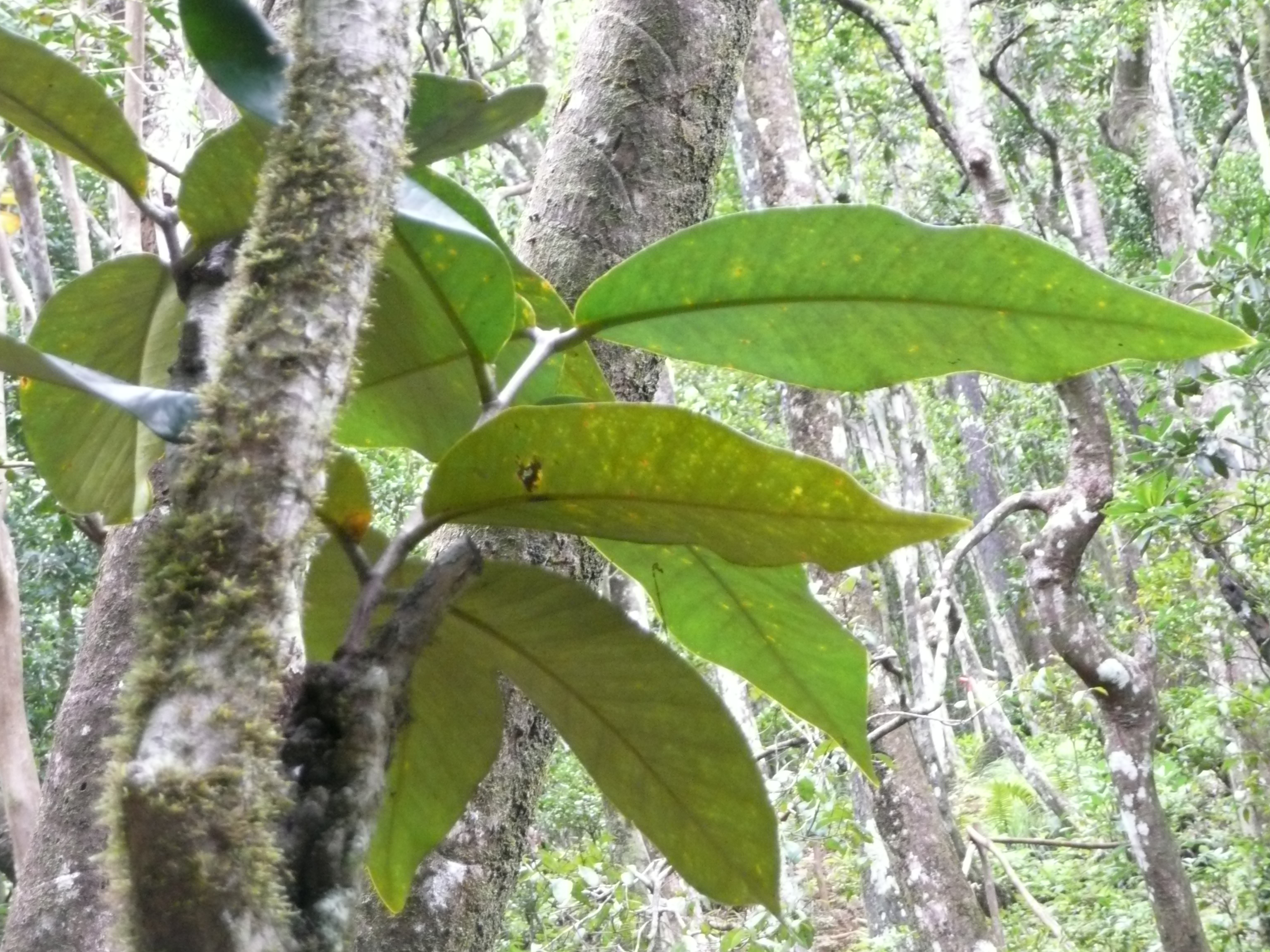
Feuille de Bois clou.
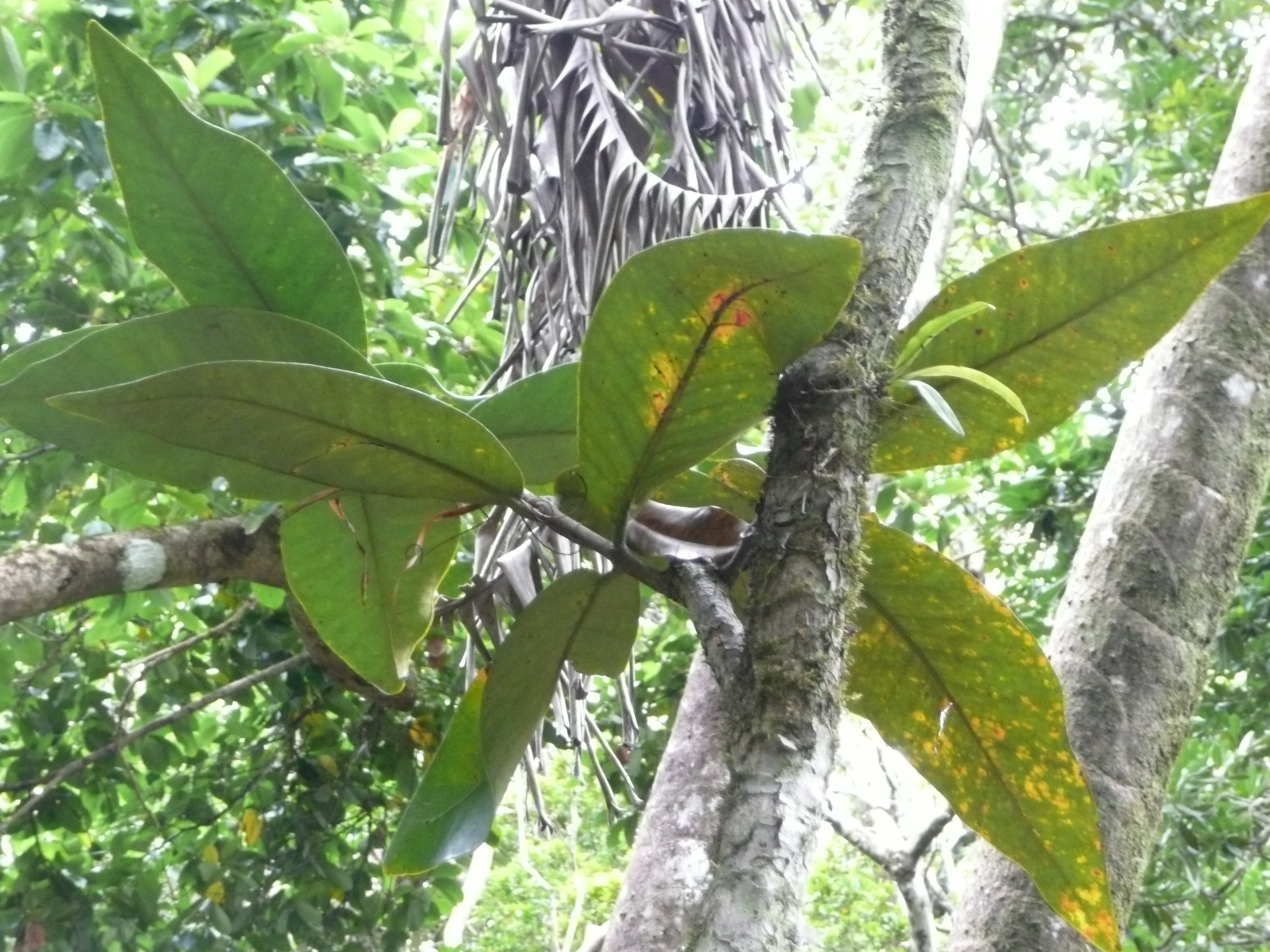
Feuille de Bois clou.
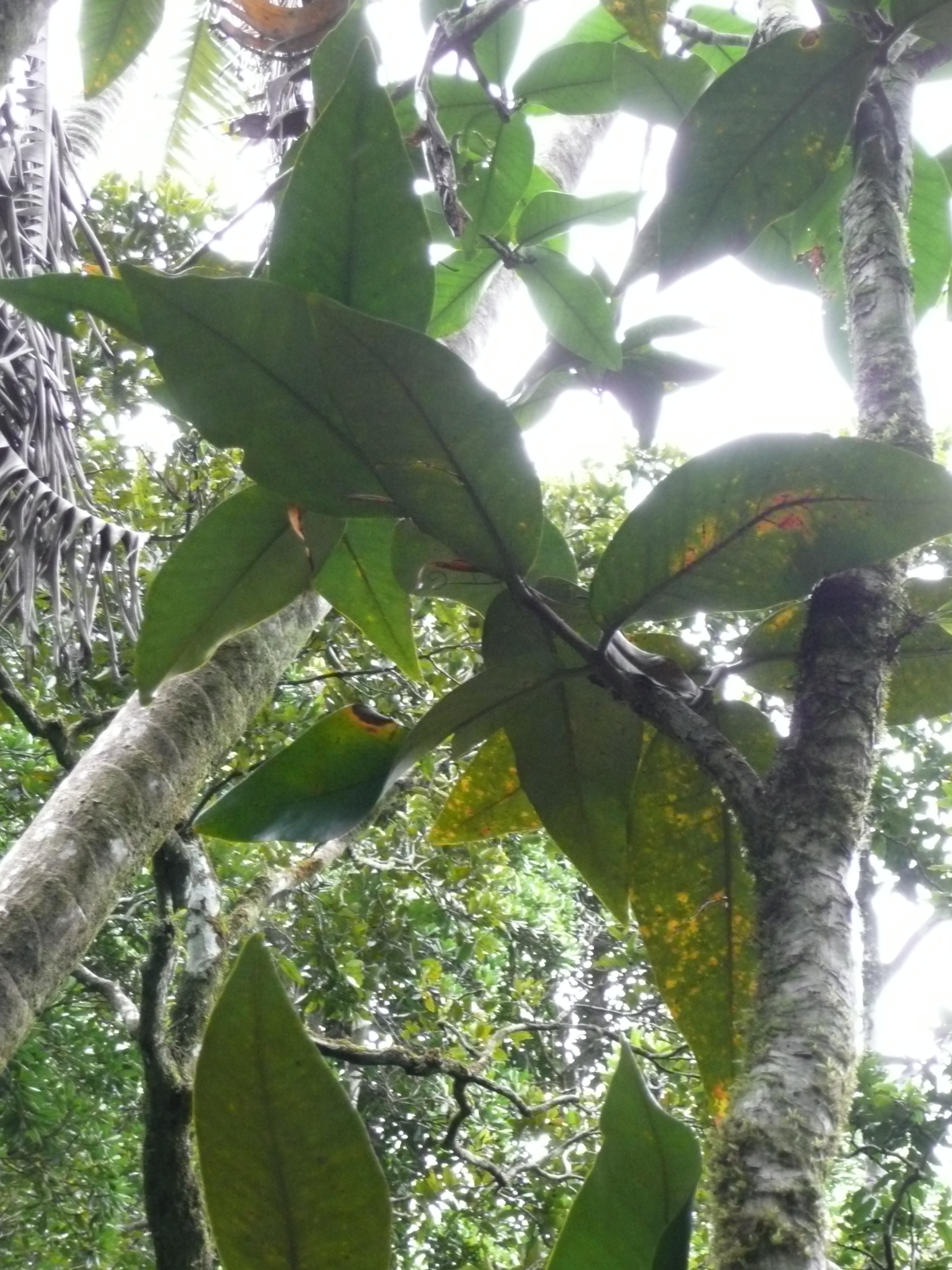
Feuille de Bois clou.
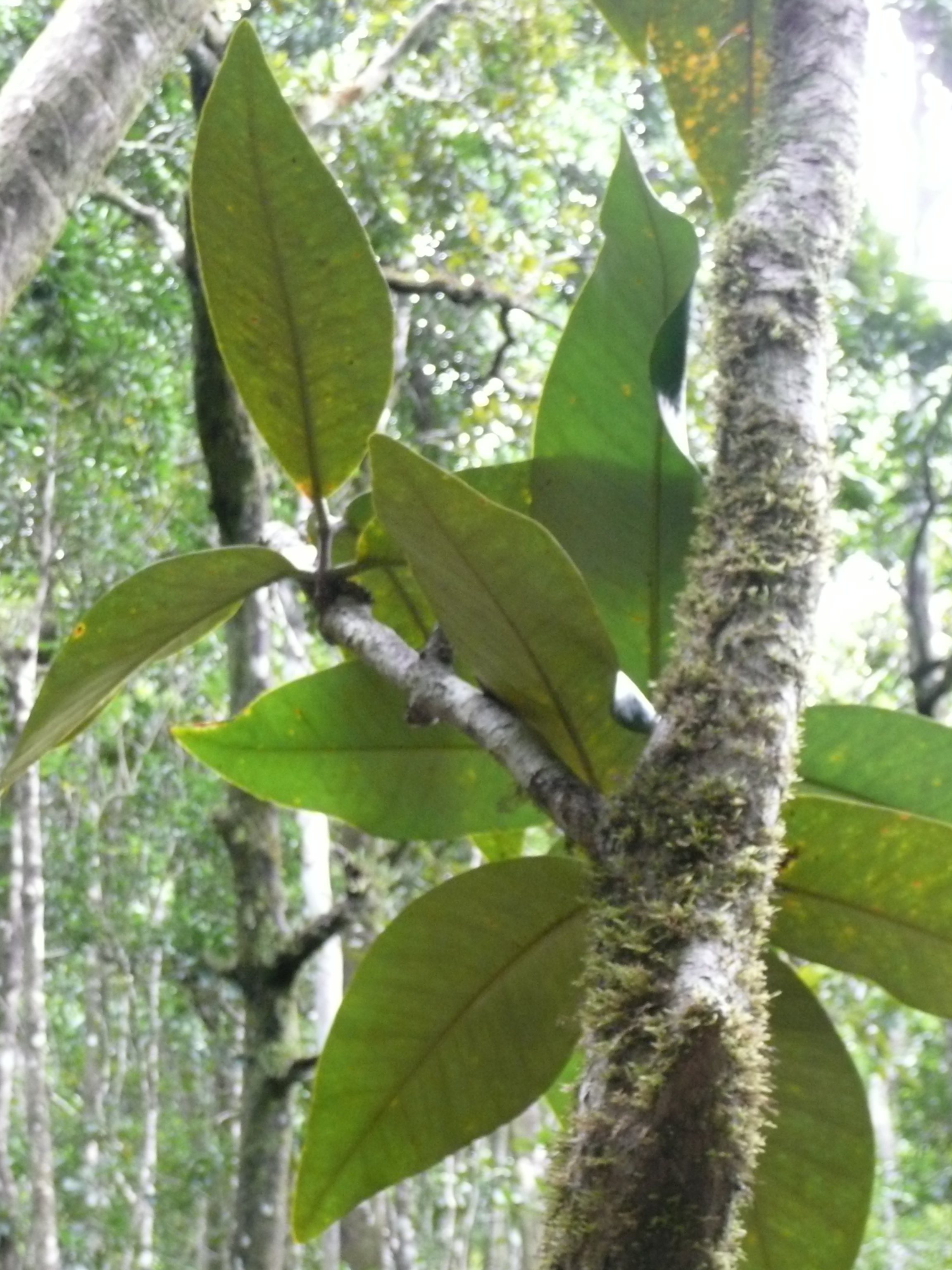
Feuille de Bois clou.